# Kwalitatieve bepaling
De kwalitatieve bepaling is in de analytische chemie het type bepaling dat als centrale vraag heeft: welke stof of component is aanwezig. In het klassieke chemische laboratorium vormde de kwalitatieve analyse een belangrijk aspect van de werkzaamheden, in het moderne laboratorium is de kwalitatieve analyse voor een belangrijk deel verdrongen door de voornamelijk als kwantitatieve analyse  
bedoelde instrumentele bepalingen; het kwalitatieve aspect is een bijproduct geworden van de kwantitatieve bepaling.

## Klassieke kwalitatieve analyse

### H2S-systeem
Tot in de jaren 60 van de 20e eeuw was het H2S-systeem de manier om de anorgaische componenten van een onbekend monster vast te stellen. Het systeem was gericht op de verschillende metaal-ionen en dankte zijn naam aan het gebruik van waterstofsulfide {\displaystyle {\ce {(H2S)}}} om een eerste indeling in een aantal groepen door te voeren. Binnen de groepen werd dan van herkenningsreacties, vlamtesten en boraxparels gebruik gemaakt.

### Herkenningsreacties
De klassieke kwalitatieve analyse kende voor met name allerhande anorganische componenten een specifiek reagens. Onderstaande lijst geeft een aantal voorbeelden (inclusief enkele voor organische verbindingen) en is beslist niet volledig.
| Component | Reagens                 | Reactie                                                                                               |
| --------- | ----------------------- | --- |
| Ag+       | Cl-, dan ammonia        | Na toevoegen van de chloride-oplossing ontstaat een blauwgrijs neerslag dat in ammonia weer oplost    |
| Br-       | Ag+, dan ammonia (NH3)  | Na toevoegen van de zilver-oplossing ontstaat een wit neerslag dat in ammonia niet weer oplost        |
| Cl-       | Ag+, dan ammonia (NH3)  | Na toevoegen van de zilver-oplossing ontstaat een blauwgrijs neerslag dat in ammonia weer oplost      |
| Cu2+      | NH3                     | De zwak blauwe kleur wordt intens donker blauw, dit duidt op Cu2+                                     |
| Fe2+      | Fenantroline            | Een oranje-rode kleur duidt op ijzer(II)                                                              |
| Fe3+      | SCN- of Rhodanide       | Rode kleur duidt op ijzer(III)                                                                        |
| Glucose   | of Benedict of Fehlings | Rood neerslag duidt op glucose                                                                        |
| I-        | Ag+                     | Na toevoegen van de zilver-oplossing ontstaat een geel/grijs neerslag dat in ammonia niet weer oplost |
| Pb2+      | Cl- dan verwarmen       | Een wit neerslag, dat bij verwarmen weer oplost, duidt op Pb2+,                                       |
| Pb2+      | I-                      | Een geel neerslag duidt op Pb2+,                                                                      |
| Zetmeel   | I2 of Lugol             | Blauw / zwarte kleur duidt op zetmeel, geel op de afwezigheid van zetmeel                             |

| Metaal     | Kleur van de vlam |
| ---------- | ----------------- |
| antimoon   | wit-lichtgroen    |
| arseen     | blauw             |
| barium     | geelgroen         |
| beryllium  | wit               |
| bismut     | azuurblauw        |
| boor       | helder groen      |
| cesium     | blauw-violet      |
| calcium    | steenrood         |
| fosfor     | lichtblauw-groen  |
| ijzer      | goudgeel          |
| indium     | blauw             |
| kalium     | zwak violet       |
| koper(I)   | blauw             |
| koper(II)  | groen             |
| koper(III) | blauw-groen       |
| lithium    | karmijnrood       |
| lood       | zwak blauw        |
| magnesium  | wit               |
| mangaan    | geel-groen        |
| molybdeen  | geel-groen        |
| natrium    | geel              |
| rubidium   | rood-violet       |
| seleen     | azuurblauw        |
| strontium  | rood              |
| tantaal    | blauw             |
| telluur    | lichtgroen        |
| thallium   | helder groen      |
| tin        | blauwpaars        |
| yttrium    | karmijnrood       |
| zink       | helderblauw       |

### vlamtesten
Als een zout in een kleurloze vlam verhit wordt, zullen atomen van het zout in de gasstroom van de vlam worden meegenomen. De hitte van de vlam zorgt voor het aanslaan van elektronen naar hogere banen. Bij terugval naar de lagere baan zal het elektron licht uitzenden. Het uitgezonden licht is karakteristiek voor het element. De kleur die een vlam krijgt is dus een aanwijzing voor de aanwezigheid van een bepaald element.

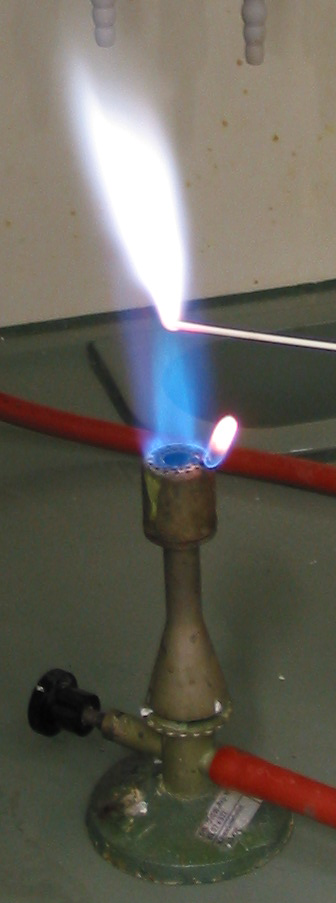
Antimoon
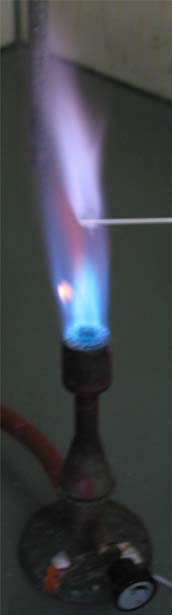
Arseen
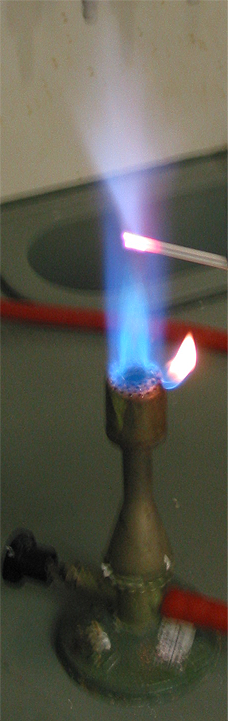
Lood
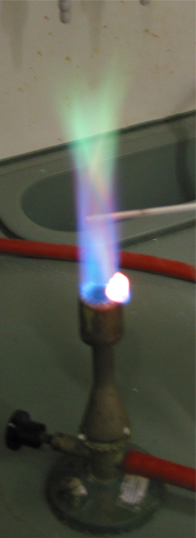
Boor
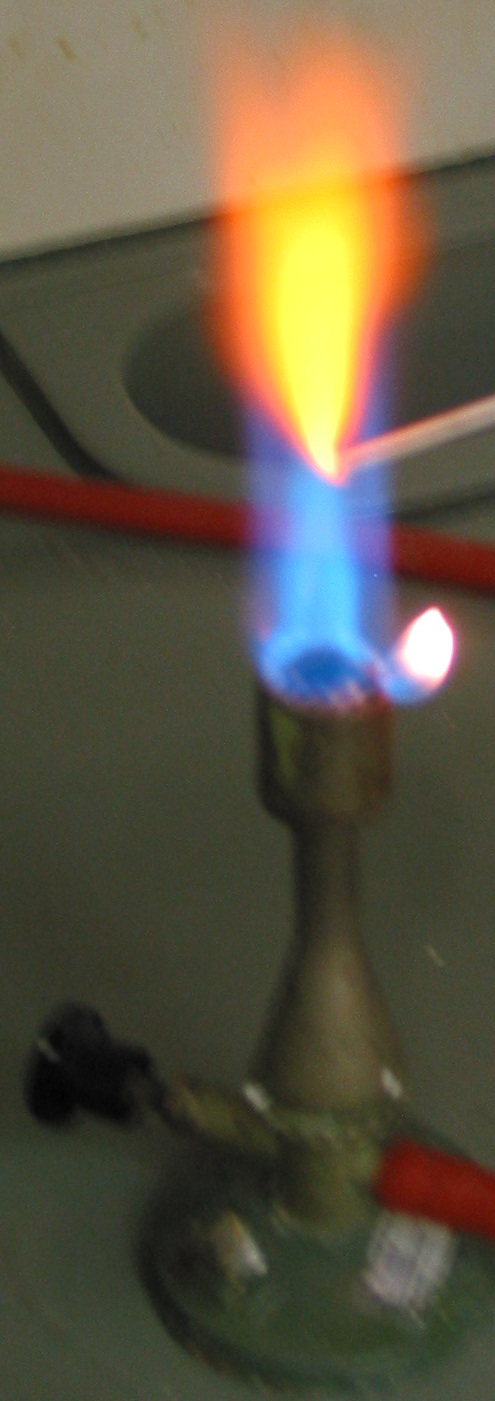
Calcium
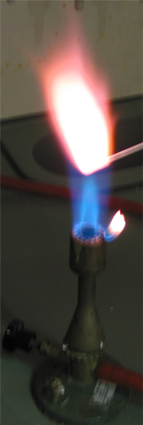
Kalium
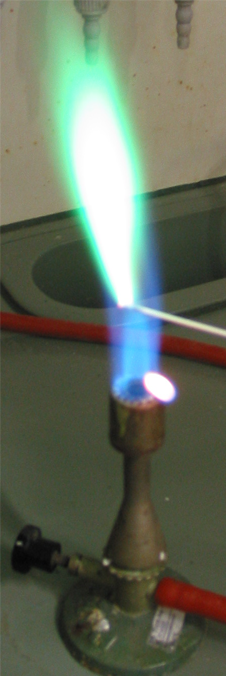
Koper
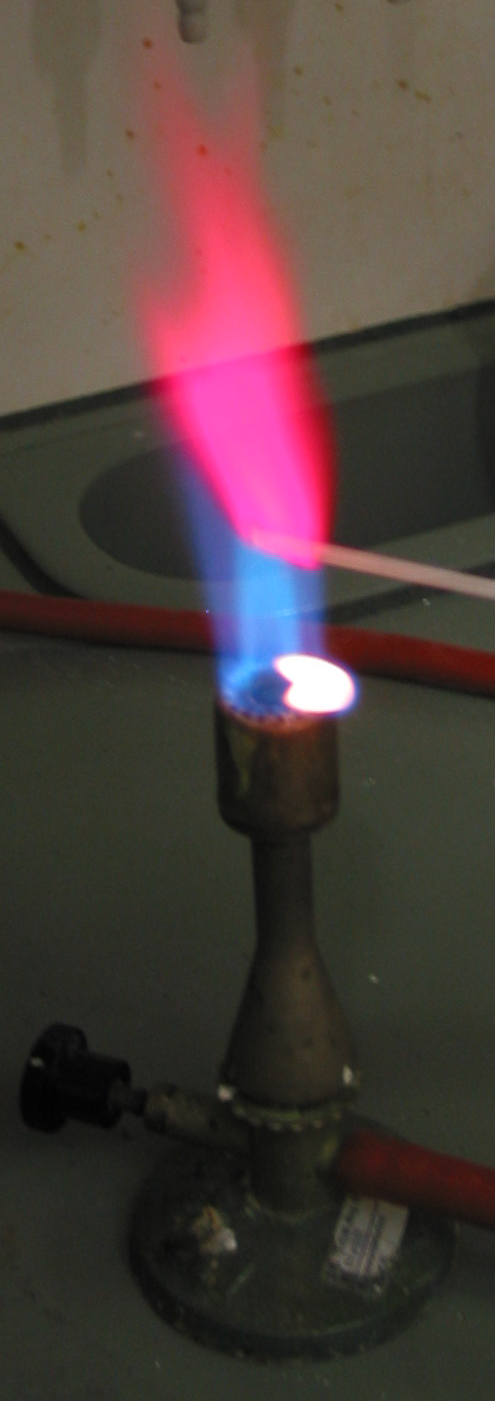
Lithium
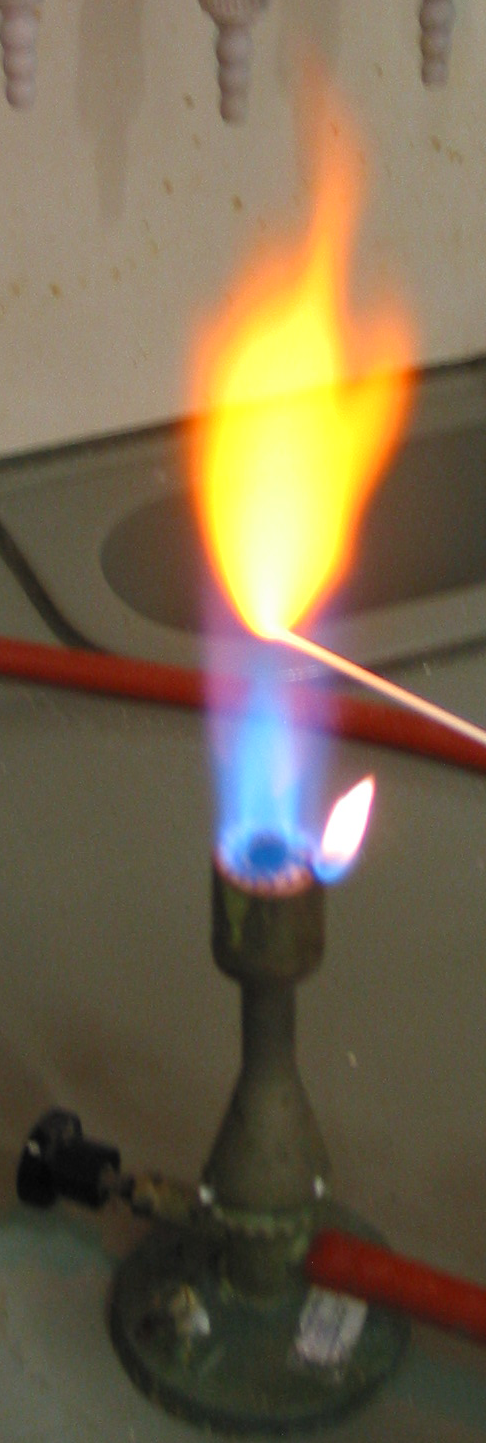
Natrium
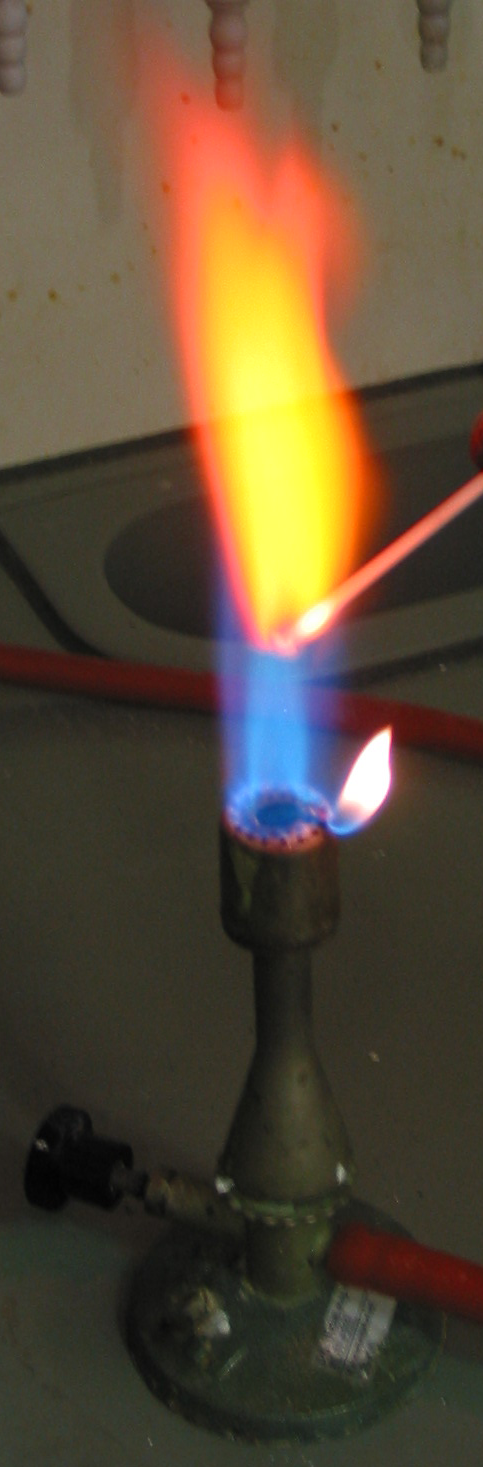
Strontium

### Boraxparel
Door een onbekend zout met borax samen in een vlam te verhitten (de borax smelt, eventueel kristalwater verdampt en het onbekende zout lost in de gesmolten borax op) ontstaat na afkoelen ene glasachtig bolletje met een voor het metaal-ion in het onbekende zout karakteristieke kleur.